# (2235) Vittore
(2235) Vittore est un astéroïde de la ceinture principale extérieure découvert le 5 avril 1924 par l'astronome allemand Karl Wilhelm Reinmuth. Le lieu de découverte est Heidelberg (024).
Sa distance minimale d'intersection de l'orbite terrestre est de 1,626989 ua.